# Marco Stroppa
Marco Stroppa (* 8. Dezember 1959 in Verona, Italien) ist ein italienischer Komponist. Er beschäftigt sich sowohl mit Computermusik als auch mit Instrumentalkompositionen in Verbindung mit Live-Elektronik.

## Biografie
Marco Stroppa studierte zunächst in Italien Klavier, Komposition, Chorleitung und Elektronische Musik. Zwischen 1980 und 1984 arbeitete er mit dem Computerklangforschungszentrum der Universität Padua zusammen. In den Jahren 1984 bis 1986 folgte ein Aufenthalt am Massachusetts Institute of Technology in den USA. Hier studierte er Kognitive Psychologie, Informatik und Künstliche Intelligenz.
Auf Einladung von Pierre Boulez zog er 1982 nach Paris, wo er von 1987 bis 1990 die Abteilung für musikalische Forschung am IRCAM leitete. Im Sommer des gleichen Jahres war er unter den Komponisten der Next Generation bei den Salzburger Festspielen. Stroppa unterrichtete seit 1984 am IRCAM. Im Jahre 1987 gründete er den Kompositions- und Computermusikkurs beim Internationalen Bartók Festival in Szombathely (Ungarn). Nach einer Lehrtätigkeit am Conservatoire National Supérieur von Lyon und Paris ist er seit 1999 Professor für Komposition an der Musikhochschule Stuttgart.

## Auszeichnungen
- 1996 Kompositionspreis der Osterfestspiele Salzburg

## Ausgewählte Werke
- 1982–1984 Traiettoria for piano and computersynthesized tape
- 1987 Puisazioni
- 1987–1988 Spirali für Streichquartett
- 1993–1994 Hiranyaloka für Orchester
- 1989–1998 élet…fogytiglan für Ensemble
- 1995–1998 Zwielicht für Kontrabass, 2 Schlagzeuger und Elektronik
- 1996–1999 From Needle's Eye für Posaune und Ensemble
- 1991–2002 Miniature estrose für Pianoforte d'amore Bd. 1 & 2 (14 Stücke für Klavier solo)

## Diskografie
- Traiettoria auf: Computer Music currents 10. Wergo 1992
- Miniature estrose Bd. 1, Florian Hölscher, piano, Stradivarius 2008